# Islamisme polític

L'aplicació de la xaria als països membres de l'Organització de la Cooperació Islàmica:
Països on la xaria no afecta el sistema judicial.
Països on la xaria s'aplica als afers d'estatus personal.
Països on la xaria s'aplica integralment.
Països on l'aplicació de la xaria varia segons la regió.

L'islamisme polític (àrab: إسلام سياسي, islām siyāsī, lit. ‘islam polític’) o simplement islamisme (àrab: الاسلامية, al-islāmiyya) és un conjunt heterogeni d'ideologies que mantenen que l'islam no és només una religió sinó també un sistema polític i que els musulmans moderns han de tornar a les arrels de la seva fe i unir-se políticament. Els pensadors islamistes fan èmfasi en el reforçament de la xaria (llei islàmica), la unitat panislàmica o el retorn del califat. L'islamisme és, però, un terme controvertit i la seva definició de vegades és variable. De fet es tracta més d'un concepte que d'un moviment unificat, i les visions religioses i les ideologies dels seus partidaris poden ser força variades. Poden incloure tant sunnites com xiïtes i tenir tant comportaments proselitistes moderats com ser partidaris de la guerra santa. Les figures centrals de l'islamisme polític inclouen Taqiuddín an-Nabhaní, Abu-l-Alà Maududí, Sayyid Qutb, Hassan al-Banna o Ruhol·lah Khomeini. Els moviments més coneguts comprenen els Germans Musulmans, Hamàs i Gihad Islàmic, el moviment Deobandi, Jamaat-e-Islami, Jamaat al-Muslimín o Al-Qaida.

## Història
L'islamisme polític deriva essencialment del salafisme, tot i que no té gaire a veure amb el contingut original d'aquest moviment.
El salafisme emergeix del renaixement de l'islam (Nahda) que impulsen, a finals del segle xix i a començament del segle xx, pensadors com Jamal-ad-Din al-Afghaní, Muhàmmad Àbduh i Rachid Rida. Aquests feien una crida per un retorn a les pràctiques de Mahoma i a la primera generació de musulmans (sàlaf, en àrab, significa "avantpassat"). Segons ells, els musulmans havien permès que l'Occident monopolitzés els principis que pertanyien al veritable islam: d'aquí el seu retard i la seva feblesa. Segons ells, l'islam no només és espiritualitat, sinó que també abraça els camps social i polític.
Els islamistes polítics començaran a reivindicar aquestes idees. És el cas dels Germans Musulmans egipcis, nascuts el 1928 i influïts pels primers salafistes. Van esdevenir ràpidament un poderós moviment popular, social i polític que comptava amb centenars de milers de membres al llarg del món àrab. El seu fundador, Hassan al-Banna, no volia només que els musulmans tornessin a la verdadera fe: s'oposava vigorosament al colonialisme britànic i defensava la causa palestina. Els seus membres van participar en la guerra araboisraeliana del 1948 i van crear branques en països àrabs veïns: a Palestina, el Gihad Islàmic i Hamàs en són els hereus.
Els primers membres de les xarxes d'Al-Qaida també provenien de l'àrea d'influència salafista al Pròxim Orient i a Europa. Al capdavant hi havia homes que havien combatut amb les mujahidins afganesos contra els soviètics: marcats pel seu rebuig de l'Occident, neguen qualsevol mena de complaença respecte a aquest últim en els règims on viuen.
Una altra font de l'islamisme polític és el moviment fonamentalista Deobandi, sorgit a l'Índia britànica el 1886 i obertament antioccidental. És el moviment que va influir la ideologia dels talibans, tot i que aquests van aplicar-la d'una manera restrictiva i simplificada.